# Deutscher Goldpepping
Der Deutsche Goldpepping ist eine Apfelsorte; weitere Namen sind Pepin d’or d’Allemagne und Herrenhauser Deutscher Pepping.

## Herkunft
Die Apfelsorte ist wahrscheinlich deutschen Ursprungs.

## Baum
Der Baum wird mittelgroß, bildet eine hochgewölbte Krone und ist sehr fruchtbar.

## Früchte
Die Früchte sind klein und plattrund. Die Schale des Apfels ist grüngelb, später goldgelb und rostig punktiert, teilweise mit zimtfarbigen Rostanflügen versehen. Das Fleisch ist gelblich und fein, von einem delikaten, gewürzreichen, süßweinigen Geschmack. Die Reifezeit ist Anfang Oktober, die Frucht hält sich bis Februar.

## Belege
- Friedrich Jahn, Eduard Lucas, Johann G. C. Oberdieck: Illustrirtes Handbuch der Obstkunde. Band 1: Aepfel. Ebner & Seubert, Stuttgart 1859.